# Потік свідомості
Поті́к свідо́мості — один з провідних прийомів літератури модернізму. «Потік свідомості» в художній літературі є екстремальною формою внутрішнього монологу, яка (часто за допомогою прийому монтажу) імітує безпосередню передачу хаотичного процесу внутрішнього мовлення людини. В літературі 20 століття яскравим представником цього прийому є Джеймс Джойс.

## Історія
Термін належить американському філософу Вільяму Джеймсу, який вважав, що свідомість — це потік, річка, в котрій думки, переживання, асоціації, спогади постійно перебивають одне одного і «неологічно», спонтанно перетинаються. Термін розвинувся зокрема під впливом ідей філософії Анрі Берґсона, який у своєму головному творі «Творча еволюція» проводив паралелі між нескінченним творчим потоком природи та художньою творчістю.
Деякі письменники-модерністи прагнули перетворити «потік свідомості» на універсальний засіб художнього зображення. Найяскравіші зразки цього прийому містяться у творах ірландського письменника Джеймса Джойса та інших авторів. В українській літературі зразком відтворення «потоку свідомості» є новела Михайла Коцюбинського «Цвіт яблуні», а також новела М. Хвильового «Я (Романтика)».